# Nick Beggs
Nicholas Beggs (Winslow, 15 december 1961) is een Engelse muzikant. Hij bespeelt meestal de basgitaar en de Chapman Sticks; hij is lid van The Mute Gods en Kajagoogoo, was voorheen ook lid van Iona en Ellis, Beggs & Howard en speelt in de band van Steven Wilson.

## Privéleven
Beggs werd in 1961 geboren in Winslow, Buckinghamshire. Zijn ouders waren Herby en Joan Beggs, en hij heeft een jongere zus, Jacqueline. Zijn vader vertrok toen hij jong was, maar kwam op latere leeftijd terug in zijn leven. In november 1979 stierf zijn moeder aan kanker en liet hem achter om voor zijn vijftienjarige zus te zorgen. Bij het verlaten van de school nam hij een baan als vuilnisman.
Zijn dochter Lula werd geboren op 29 mei 1991 en zijn eerste huwelijk met Eleni Gagoushi eindigde in 1994. Hij kreeg in 2002 nog een dochter, Willow Beggs, met zijn vriendin Ann Staniford, met wie hij in 2003 trouwde. Hij is stiefvader van de drie kinderen van zijn vrouw, Olivia, Callum en Jake Keenan. Beggs woont in Leighton Buzzard, Bedfordshire.
Beggs was aanvankelijk pescotariër maar werd later vegetariër vanwege zijn afkeer van de bio-industrie.

## Carrière
Beggs' eerste band Johnny and the Martians (gevormd toen hij tien was) bestond uit twee vrienden op trompet en akoestische gitaar en Beggs op drums. Hij ging naar de Linslade Secondary School. Na het volgen van de kunstacademie vormde Beggs in 1978 de band Art Nouveau, met Steve Askew, Stuart Croxford Neale en Jez Strode. Chris Hamill (Limahl) kwam in 1981 bij de band en op voorstel van Beggs werd het omgedoopt tot Kajagoogoo. De eerste single, "Too Shy ", bereikte in 1983 nummer 1 in de UK Singles Chart. De band kreeg in 1983 en 1984 nog vier Britse top 40-hits.
Na het ontslaan van leadzanger Limahl in 1983 en na een breuk met Strode in 1985, hervormden de drie overgebleven leden de band als 'Kaja' en brachten een album uit "Crazy People's Right To Speak " en de single "Shouldn't Do That".
Tussen 1985 en 1987 concentreerde Beggs zich op het schrijven met verschillende andere songwriters en vormde uiteindelijk Ellis, Beggs en Howard in maart 1987. Ellis, Beggs en Howard gingen in 1989 uit elkaar en in 1990 trad Beggs toe tot de progressieve folkband Iona. Met hen nam hij twee albums op, The Book of Kells en Beyond These Shores.
Hij bleef met verschillende artiesten en bands werken, waaronder Gary Numan, Alphaville, Belinda Carlisle, Emma Bunton (op haar album Life in Mono) en de voormalige bassist van Led Zeppelin, John Paul Jones. In 1996 ontmoette Beggs Howard Jones tijdens een vlucht vanuit de Verenigde Staten en de twee werden vrienden. Jones nodigde Beggs uit voor een tour als lid van zijn band. Beggs heeft daarnaast nog met verschillende andere bands en artiesten gewerkt.
Beggs ging aan de slag als artiesten- en repertoiremanager voor Phonogram Records, waar hij acht maanden werkte. Hij leverde bijdragen aan verschillende gitaarpublicaties en is nu een stafschrijver voor het tijdschrift Bass Guitar. Hij is ook beschermheer van de in Londen gevestigde gitaar- en basschool Guitar-X.
Hij heeft drie soloalbums opgenomen en uitgebracht: Stick Insect (2002), The Maverick Helmsman (2004) en Words Fail Me (2019). De laatste is uitgebracht als set gebundeld met zijn twee eerdere albums uit 2002 en 2004. In 2014 is de ep The Darkness In Men's Hearts uitgebracht, een compilatie van solo Chapman Stick-stukken van twee eerdere albums, met twee nieuw opgenomen nummers.
Beggs en Askew zijn nauw betrokken geweest bij een nieuw duo genaamd Industrial Salt, dat succesvol is geweest in Japan. Ze hebben ook materiaal geschreven voor Claudia Mills, finalist van de BBC tv-talentenjacht Let Me Entertain You.
Een hervormde Kajagoogoo met Beggs, Askew en Croxford Neale toerde in 2004. Limahl en Strode kwamen ook weer bij de band en in 2008 heeft de band een uitgebreide tournee gemaakt. De band bracht in 2011 een ep met nieuw materiaal uit. In een interview met Cherry Red TV in 2018 sprak Beggs over de reünie: "... we kwamen weer bij elkaar en we toerden en we namen een ep op en we hebben de oude nummers geremasterd... en op dat moment voelde ik dat we het allemaal hadden gedaan. Het was een leuke manier om het af te sluiten, er een strik om te doen, het met rust te laten en verder te gaan."
Sinds 2011 is Beggs lid van de tourband van Steven Wilson. Hij speelde ook op Wilsons albums Grace For Drowning, The Raven That Refused to Sing, Hand., Cannott. Erase., de ep 41/2 en To the Bone.
In februari 2013 bracht Beggs' project Lifesigns, met John Young en Frosty Beedle, een titelloos album uit.
Beggs werd ook lid van de Belgische band Fish On Friday, die eind 2014 een album uitbracht genaamd Godspeed, en een bijdrage leverde aan John Mitchells soloproject Lonely Robot, dat in februari 2015 het album Please Come Home uitbracht en ook verscheen op de Spectral Mornings EP.
Beggs' nieuwste samenwerking heet The Mute Gods, met Marco Minnemann en Roger King. Hun eerste album kwam uit in januari 2016, getiteld Do Nothing till You Hear from Me. Deze werd in februari 2017 opgevolgd met Tardigrades Will Inherit The Earth.
In 2024 verving Beggs Pete Trewavas als bassist in de Engelse band Marillion, voor de periode dat deze herstelde van een hartoperatie.

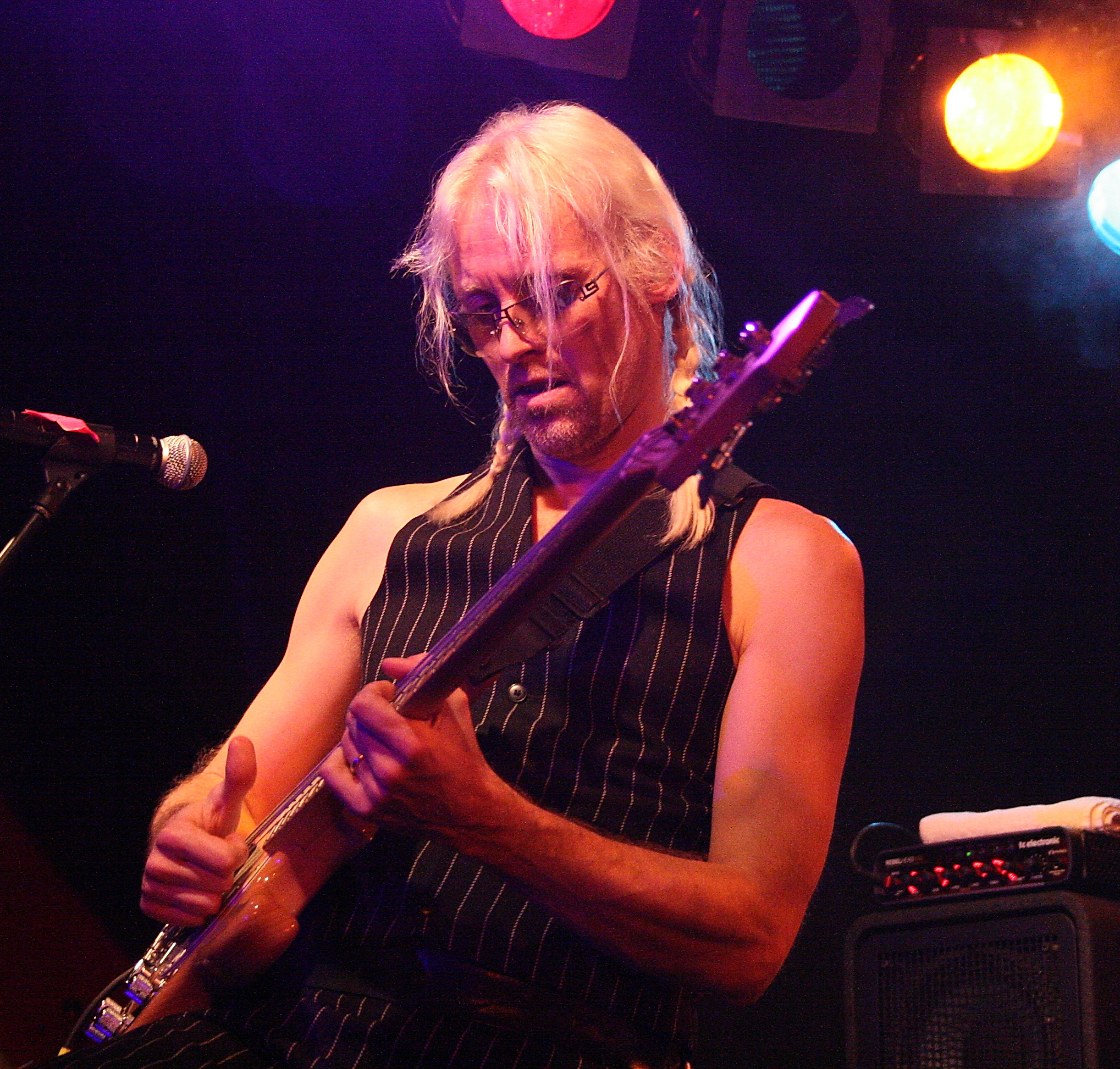
Nick Beggs, Berlijn, 14 november 2008

## Instrumenten
De belangrijkste instrumenten van Beggs zijn Chapman Stick en basgitaar.
Hij heeft ook een Chapman Stick aangepast tot een volledig MIDI-instrument dat MIDI triggert voor zowel bas- als melodiesnaren. Hij noemt dit de "Virtual Stick".

## Discografie

### Ellis, Beggs en Howard

#### Singles
- Big Bubbles No Troubles" – RCA PB 42089 – juni 1988 – # 59 UK
- "Bad Times" – RCA PB 42041 – augustus 1988
- "Where Did Tomorrow Go?" – RCA PB42317 – november 1988
- "Big Bubbles No Troubles" remix – RCA PB 42089 – februari 1989 – # 41 UK
- "Big Bubbles No Troubles" remix – RCA PB 42788 – april 1989

#### Albums
- Homelands – RCA – 1988
- The Lost Years Volume One – beschikbaar van Nick Beggs website
- The Lost Years Volume Two – eveneens beschikbaar van Nick Beggs website vanaf 10 februari 2010

### Lifesigns
- Lifesigns - Esoteric Antenna - 2013

### Solo

#### Albums
- "Stick Insect", 2002 cd Stick Enterprises
- "The Maverick Helmsman", 2004 cd Stick Enterprises
- "The Darkness Inside Mens Hearts", 2014 Burning Shed: een verzameling van solo Chapman Stick stukken van zijn twee albums, "Stick Insect" (2002) and "The Maverick Helmsman" (2004) en 2 nieuwe stukken.
- "Words Fail Me", 2019 cd Cherry Red Records, gebundeld met "Stick Insect" en "The Maverick Helmsman".

### Met andere artiesten
Met Steve Hackett
- Out of the Tunnel's Mouth, 2009
- Beyond the Shrouded Horizon, 2011
- Live Rails, 2011
- Genesis Revisited II, 2012

Met Steven Wilson
- Grace For Drowning, 2011
- Catalog / Preserve / Amass (live), 2012
- Get All You Deserve (live), 2012
- The Raven that Refused to Sing, 2013
- Drive Home, 2013
- Hand. Cannot. Erase., 2015
- 4½, 2016
- To the Bone, 2017
- Home Invasion: In Concert at the Royal Albert Hall, 2018

Met Lonely Robot (John Mitchell)
- Please Come Home, 2015

Met The Mute Gods
- Do Nothing till You Hear from Me (2016)
- Tardigrades Will Inherit the Earth (2017)
- Atheists and Believers (2019)